# The Satanic Verses
The Satanic Verses (Brasil: Versos Satânicos / Portugal: Os Versículos Satânicos) é o quarto romance do escritor britânico de origem indiana Salman Rushdie. Publicado pela primeira vez em setembro de 1988, o livro foi inspirado na vida do profeta islâmico Maomé. Assim como em seus livros anteriores, Rushdie usou o realismo mágico e contou com eventos e pessoas contemporâneas para criar seus personagens. O título refere-se aos Versos Satânicos, um grupo de versículos do Alcorão que se referem a três deusas pagãs de Meca: Allāt, Al-Uzza e Manāt. A parte da história que trata dos "versos satânicos" foi baseada em relatos dos historiadores al-Waqidi e al-Tabari.
No Reino Unido, The Satanic Verses recebeu críticas positivas, foi finalista do Booker Prize de 1988 (perdendo para Oscar e Lucinda de Peter Carey) e ganhou o Whitbread Award de 1988 de romance do ano. No entanto, uma grande controvérsia se seguiu quando os muçulmanos o acusaram de blasfêmia e zombar de sua fé. A indignação entre os muçulmanos fez com que o aiatolá Ruhollah Khomeini, então líder supremo do Irã, pedisse a morte de Rushdie em 14 de fevereiro de 1989. O resultado foram várias tentativas fracassadas de assassinato de Rushdie, que foi colocado sob proteção policial pelo governo do Reino Unido, e ataques a vários indivíduos conectados, incluindo o assassinato do tradutor Hitoshi Igarashi. Mais tarde, Rushdie foi esfaqueado em agosto de 2022 durante uma palestra pública na Chautauqua Institution, no estado de Nova York.
Temendo agitação, o governo de Rajiv Gandhi na Índia impediu que o livro fosse importado.

## Controvérsia
Na Inglaterra, militantes muçulmanos queimaram o livro. Em vários países foi proibida a sua edição. A reação mais violenta veio do Irão. Pela crítica em relação ao Islamismo, o aiatolá Khomeini decretou em 1989 uma sentença de morte (fatwa) clamando pela morte "do autor do livro Versos Satânicos, que é contra o Islã, o Profeta e o Qur'an, e todos aqueles envolvidos em sua publicação que estejam cientes de seu conteúdo". Khomeini, sem ser citado explicitamente, aparece em um dos sonhos de Gibreel. Líderes religiosos iranianos ofereceram 6 milhões de dólares como recompensa pelo assassinato de Rushdie.
Em 1991, o tradutor japonês do livro Hitoshi Igarashi foi assassinado na Universidade de Tsukuba, e acredita-se que o tenha sido em resposta à fatwa. Outros também sofreram atentados mas sobreviveram, tanto tradutores bem como editores como o norueguês William Nygaard.